# Riencourt-lès-Bapaume
Riencourt-lès-Bapaume ist eine Gemeinde im französischen Département Pas-de-Calais in der Region Hauts-de-France. Sie gehört zum Kanton Bapaume im Arrondissement Arras. Riencourt-lès-Bapaume grenzt im Norden an Bancourt, im Osten an Villers-au-Flos, im Süden an Beaulencourt und im Westen an Bapaume. Durch Riencourt-lès-Bapaume verläuft die Route nationale 1.

## Bevölkerungsentwicklung
| Jahr      | 1962 | 1968 | 1975 | 1982 | 1990 | 1999 | 2008 | 2013 |
| --------- | ---- | ---- | ---- | ---- | ---- | ---- | ---- | ---- |
| Einwohner | 43   | 42   | 39   | 43   | 29   | 25   | 34   | 39   |